# اللورد العمدة
اللورد العمدة هو لقب عمدة لمدينة رئيسية في المملكة المتحدة أو عالم الكومنولث عادة، مع اعتراف خاص من قبل الملك.  ومع ذلك، فإن العنوان أو ما يعادله موجود في بلدان أخرى، بما في ذلك أشكال مثل «العمدة العالي». ينتخب أعضاء مجلس النواب عادةً عمدة اللورد من صفوفهم، والذي يصبح بالتالي عضوًا في المجلس / عضو مجلس محلي. 

## رابطة الأمم المتحدة

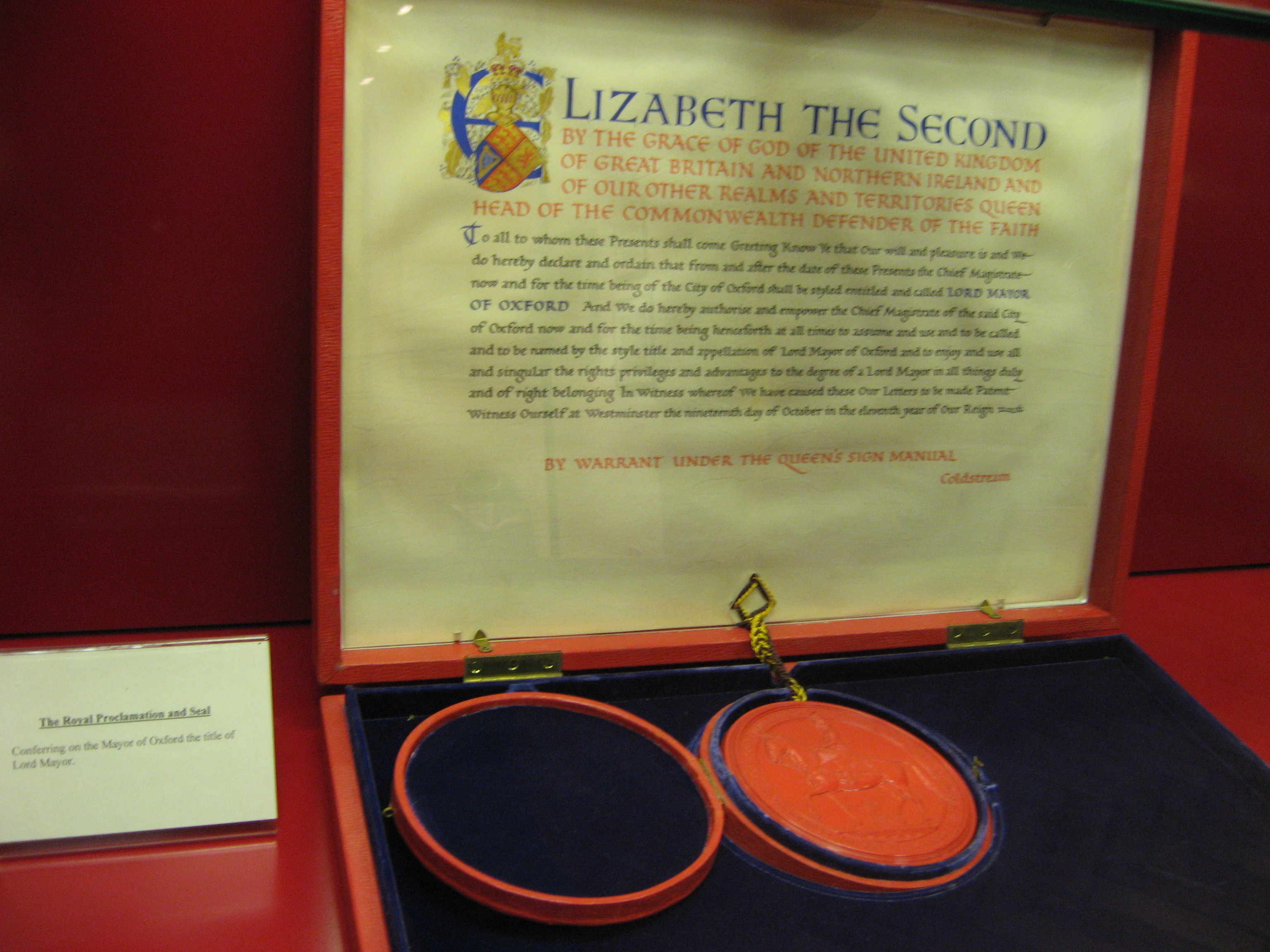
رسائل براءات الاختراع التي تمنح عمدة اللورد لأكسفورد.

- في أستراليا، يعتبر العمدة اللورد وضعًا خاصًا يمنحه الملك لرؤساء عمد المدن الكبرى، وفي المقام الأول عواصم الولايات والأقاليم الأسترالية. المدن الأسترالية مع رؤساء البلديات هي: أديلايد، بريسبان، داروين، هوبارت، ملبورن، نيوكاسل، باراماتا، بيرث، سيدني، ولونجونج . انظر قائمة المدن في أستراليا.
- في كندا، المدينة الوحيدة التي لديها عمدة بالمعنى التقليدي هي نياجرا أون ذا ليك، كاعتراف بدورها كأول عاصمة في كندا العليا. [3] بشكل غير عادي، اتخذ مجلس برانتفورد، أونتاريو، على عاتقه تعيين عمدة فخري اللورد والتر جريتزكي بالإضافة إلى رئيس البلدية المنتخب. [4] هذا هو المثال الوحيد الذي يمنح فيه المجلس الصفة نفسها، بدلاً من الصفة التي تمنحها سلطة أعلى، مثل التاج أو الحكومة الوطنية.

- في أوغندا، الولاية القضائية الوحيدة التي لها رئيس بلدية هي كمبالا، اعترافًا بمكانتها كعاصمة للبلاد.

## أيرلندا
- في أيرلندا، لا تزال مناصب اللورد عمدة دبلن (الممنوحة بموجب مملكة أيرلندا ) واللورد عمدة كورك (الممنوحة عندما كانت هذه المدينة جزءًا من المملكة المتحدة ) موجودة، وهي عناوين رمزية كما هو الحال في المملكة المتحدة.

## مقاطعة ماريلاند
- أنابوليس، المدينة الوحيدة في المستعمرات الثلاثة عشر التي حصلت على ميثاق ملكي، استخدمت لقب «عمدة اللورد» قبل الثورة الأمريكية. [5]